# Río Cartama
Río Cartama är ett vattendrag i Colombia.   Det ligger i departementet Antioquía, i den centrala delen av landet, 210 km nordväst om huvudstaden Bogotá.